# JABA北海道大会
JABA北海道大会（JABAほっかいどうたいかい）は、日本野球連盟の北海道地区連盟が主催する社会人野球の大会である。社会人野球日本選手権大会の選考対象大会の1つである。

## 概要
毎年6月に行なわれている地区連盟主催大会の1つであり、北海道のチームを中心に12チームが予選リーグ戦・決勝トーナメントを併用して優勝を争う。
2007年から社会人野球日本選手権大会の選考対象大会の1つとなり、優勝チームは同大会への出場が決まる。
他の地区連盟主催大会の多くが春に行われるのに対し、同大会は都市対抗野球大会直前に開催されていることから、都市対抗野球に出場するチームには調整の大会と捉えられている。参加チームの内、本州から招待されるチームはその年の都市対抗野球への出場を決めているチームばかりで、東北・関東・東海から招待されるチームは各地区第1代表および第2代表として予選を通過しているチームであり、これらのチームにとっては都市対抗野球に向けた調整の大会、北海道のチームにとってはなかなか遠征で対戦することができない本州の強豪との対戦の機会として位置づけられている。
1954年から1969年までは、「東日本選抜大会」として開催されており、開催地も福島県や秋田県などで行なわれることがあった。1970年からは、「北海道大会」と改称され引き続き開催されており、北海道内企業チームの地元・札幌市、室蘭市、苫小牧市、白老町などを拠点に行なわれてきた。
1990年代に入ると道内企業チームの休部、解散が続き、1998年からは秋季リーグ戦を控えた大学チームもオープン参加した。2001年から出場チームの減少等を理由に休止されていたが、北海道地区連盟の強い要望により2004年に復活したものの、2016年末にJR北海道がクラブ転換し道内の会社登録チームが航空自衛隊千歳1チームとなったため2017年以降JABA東北大会と統合され北海道大会 兼 東北大会（回数は統合されず2017年は第59回北海道大会 兼 第48回東北大会）となったが、北海道ガスの新規加盟及び、室蘭シャークスの会社登録転換もあり2019年大会から再び単独開催となった。

## 歴代優勝チーム

### 「東日本選抜大会」時代
| 年度（回）       | 開催球場 | 優勝チーム     |
| ---------------- | -------- | -------------- |
| 1954年（第1回）  | 室蘭     | 全藤倉         |
| 1955年（第2回）  | 釜石     | 富士製鐵釜石   |
| 1956年（第3回）  | 中島     | 富士製鐵釜石   |
| 1957年（第4回）  | 福島     | ニッポンビール |
| 1958年（第5回）  | 中島     | 日本通運       |
| 1959年（第6回）  | 仙台     | 北海道拓殖銀行 |
| 1960年（第7回）  | 中島     | 北海道拓殖銀行 |
| 1961年（第8回）  | 中島     | 日本通運       |
| 1962年（第9回）  | 中島     | 大昭和製紙     |
| 1963年           | 大会休止 | 大会休止       |
| 1964年（第10回） | 中島     | サッポロビール |
| 1965年（第11回） | 秋田     | 北海道拓殖銀行 |
| 1966年（第12回） | 中島     | 大会中止       |
| 1967年（第13回） | 中島     | 大昭和製紙     |
| 1968年（第14回） | 会津若松 | 本田技研       |
| 1969年（第15回） | 苫小牧   | 本田技研       |

### 「北海道大会」時代
| 年度（回）       | 開催球場                                             | 優勝チーム       | 決勝戦   | 準優勝チーム     | 備考                                                           |
| ---------------- | ---------------------------------------------------- | ---------------- | -------- | ---------------- | -------------------------------------------------------------- |
| 1970年（第16回） | 中島                                                 | 大会中止         | 大会中止 | 大会中止         | 雨のため途中で打ち切りとなった。                               |
| 1971年（第17回） | 中島                                                 | 北海道拓殖銀行   | 5-2      | 電電北海道       |                                                                |
| 1972年（第18回） | 中島                                                 | 電電北海道       | 4-3      | 小西酒造         |                                                                |
| 1973年（第19回） | 中島                                                 | 電電北海道       | 6-3      | 北海道拓殖銀行   |                                                                |
| 1974年（第20回） | 円山                                                 | 大昭和製紙北海道 | 4-1      | 松下電器         |                                                                |
| 1975年（第21回） | 中島                                                 | 大昭和製紙北海道 | 1-0      | 新日本製鐵室蘭   |                                                                |
| 1976年（第22回） | 室蘭                                                 | 大昭和製紙北海道 | 5-0      | 日立製作所       |                                                                |
| 1977年（第23回） | 室蘭                                                 | 大昭和製紙北海道 | 4-2      | 日本石油         |                                                                |
| 1978年（第24回） | 室蘭                                                 | 熊谷組           | 2-1      | 日本石油         |                                                                |
| 1979年（第25回） | 室蘭                                                 | 新日本製鐵室蘭   | 2-1      | 電電北海道       |                                                                |
| 1980年（第26回） | 円山、中島                                           | リッカー         | 4-1      | 日本石油         |                                                                |
| 1981年（第27回） | 室蘭、苫小牧                                         | 王子製紙苫小牧   | 4-1      | 神戸製鋼         |                                                                |
| 1982年（第28回） | 室蘭、苫小牧                                         | 電電関東         | 1-0      | 三菱自動車川崎   |                                                                |
| 1983年（第29回） | 室蘭、苫小牧                                         | 日立製作所       | 8-5      | 王子製紙苫小牧   |                                                                |
| 1984年（第30回） | 室蘭、苫小牧                                         | 本田技研鈴鹿     | 4-2      | 東鉄             |                                                                |
| 1985年（第31回） | 室蘭、苫小牧                                         | NTT関東          | 5-4      | NTT北海道        |                                                                |
| 1986年（第32回） | 室蘭、苫小牧                                         | NTT北海道        | 9-8      | NTT関東          |                                                                |
| 1987年（第33回） | 室蘭、苫小牧                                         | 大昭和製紙北海道 | 7-1      | 本田技研         |                                                                |
| 1988年（第34回） | 室蘭、苫小牧                                         | 新日本製鐵室蘭   | 6-2      | 王子製紙苫小牧   |                                                                |
| 1989年（第35回） | 室蘭、苫小牧                                         | 大昭和製紙北海道 | 3-2      | 三菱重工横浜     |                                                                |
| 1990年（第36回） | 円山                                                 | 大昭和製紙北海道 | 8-5      | 北陸銀行         |                                                                |
| 1991年（第37回） | 円山                                                 | 新日本製鐵室蘭   | [ 3 ]    | 大昭和製紙北海道 |                                                                |
| 1992年（第38回） | 室蘭、白老                                           | 東芝             | 7-4      | NTT北海道        |                                                                |
| 1993年（第39回） | 円山                                                 | 日本石油         | 9-4      | NTT関東          |                                                                |
| 1994年（第40回） | 円山                                                 | 新王子製紙苫小牧 | 8-5      | たくぎん         |                                                                |
| 1995年（第41回） | 円山                                                 | 日立製作所       | 6-4      | ヴィガしらおい   |                                                                |
| 1996年（第42回） | 円山                                                 | 三菱自動車川崎   | 11-1     | 新日鉄君津       | 決勝は8回コールド                                              |
| 1997年（第43回） | 円山                                                 | 王子製紙苫小牧   | 1-0      | NTT北陸          |                                                                |
| 1998年（第44回） | 苫小牧                                               | 王子製紙春日井   | 15-9     | NTT東北          |                                                                |
| 1999年（第45回） | 円山                                                 | 王子製紙苫小牧   | 7-1      | 法政大学         |                                                                |
| 2000年（第46回） | 円山                                                 | JR東日本東北     | 4-3      | 三菱自動車岡崎   |                                                                |
| 2001年           | 大会休止                                             | 大会休止         | 大会休止 | 大会休止         | 大会休止                                                       |
| 2002年           | 大会休止                                             | 大会休止         | 大会休止 | 大会休止         | 大会休止                                                       |
| 2003年           | 大会休止                                             | 大会休止         | 大会休止 | 大会休止         | 大会休止                                                       |
| 2004年（第47回） | 札幌市円山球場                                       | ヤマハ           | 5-3      | JR東日本東北     |                                                                |
| 2005年（第48回） | 札幌市円山球場                                       | 日産自動車       | 3-2      | サンワード貿易   |                                                                |
| 2006年（第49回） | 札幌市円山球場                                       | 住友金属鹿島     | 6-4      | TDK              |                                                                |
| 2007年（第50回） | 札幌市円山球場 千歳市民球場                          | 日本通運         | 11-9     | 鷺宮製作所       | 同年から優勝チームに日本選手権への出場権が与えられる。         |
| 2008年（第51回） | 札幌市円山球場 野幌運動公園野球場                    | 日本通運         | 10-2     | 三菱重工名古屋   |                                                                |
| 2009年（第52回） | 札幌市円山球場 野幌運動公園野球場                    | 鷺宮製作所       | 4-2      | 三菱重工神戸     |                                                                |
| 2010年（第53回） | 札幌市円山球場 野幌運動公園野球場                    | トヨタ自動車     | 10-6     | 日本通運         |                                                                |
| 2011年           | 大会中止                                             | 大会中止         | 大会中止 | 大会中止         | 東北地方太平洋沖地震（東日本大震災）の影響のため中止となった。 |
| 2012年（第54回） | 札幌市円山球場 札幌ドーム                            | JR東日本         | 5-2      | NTT東日本        |                                                                |
| 2013年（第55回） | 札幌市円山球場 札幌ドーム                            | NTT西日本        | 1-0      | 三菱重工名古屋   |                                                                |
| 2014年（第56回） | 札幌市円山球場 札幌ドーム                            | NTT東日本        | 4-0      | 室蘭シャークス   |                                                                |
| 2015年（第57回） | 札幌市円山球場 札幌ドーム                            | JR東日本         | 8-4      | 大阪ガス         |                                                                |
| 2016年（第58回） | 札幌市円山球場 野幌運動公園野球場 室蘭新日鐵住金球場 | 日本通運         | 6-3      | 日本生命         |                                                                |
| 2017年（第59回） | 仙台市民球場 石巻市民球場                            | 日本製紙石巻     | 1-0      | JR東日本東北     |                                                                |
| 2018年（第60回） | 仙台市民球場 石巻市民球場                            | NTT東日本        | 4-3      | JX-ENEOS         | 決勝戦は延長12回                                               |
| 2019年（第61回） | 札幌市円山球場 岩見沢市野球場                        | JX-ENEOS         | 2-1      | トヨタ自動車     |                                                                |
| 2020年           | 大会中止                                             | 大会中止         | 大会中止 | 大会中止         | 新型コロナウイルスの影響のため中止となった。                   |
| 2021年（第62回） | 札幌市円山球場 野幌運動公園野球場 岩見沢市野球場     | 三菱重工East     | 8-6      | JFE東日本        | 決勝戦は延長タイブレーク12回 無観客試合                        |
| 2022年（第63回） | 札幌市円山球場 岩見沢市野球場                        | Honda熊本        | 2-1      | TDK              |                                                                |
| 2023年（第64回） | 札幌市円山球場 岩見沢市野球場                        | JFE東日本        | 2-0      | 東京ガス         |                                                                |
| 2024年（第65回） | 札幌市円山球場 岩見沢市野球場                        | 日本製鉄鹿島     | 5-4      | 三菱重工West     |                                                                |
| 2025年（第66回） | 旭川市スタルヒン球場 モエレ沼公園野球場              | Honda            | 6-3      | 明治安田         |                                                                |